# Подорожний Сергій Михайлович
Подоро́жний Сергі́й Миха́йлович — учасник Афганської війни 1979–1989 років, проживає в місті Київ.
Заслужений працівник соціальної сфери України, інвалід війни ІІ групи.

## Нагороди
- орден «За заслуги» III ступеня (13.2.2015)